# David Skaggs
Pour les articles homonymes, voir Skaggs.
David Evans Skaggs, né le 22 février 1943 à Cincinnati, est un homme politique américain membre du Parti démocrate. Militant puis élu à la Chambre des représentants du Colorado entre 1980 et 1986 pour trois mandats (deux en tant que chef de la minorité à l'assemblée), il est représentant du deuxième district du Colorado à la Chambre des représentants des États-Unis de 1987 à 1999.